# Computadora cuántica de Kane
La computadora cuántica de Kane es un proyecto de computador cuántico escalable propuesto por Bruce Kane en 1998, en la universidad de Nuevo Gales del Sur. Pensado como híbrido entre un punto cuántico y un computador cuántico RMN, el ordenador de Kane se basa en una serie de átomos donantes de fósforo encajados en un enrejado de silicio puro. Tanto los espines nucleares de los átomos como los espines de los electrones participan en la computación.
El proyecto original propone que los donantes de fósforo sean dispuestos con una separación de 20 nm, aproximadamente 20 nm bajo la superficie. Se incluye una capa aislante de óxido sobre el silicio. Puertas A metálicas se sitúan en la superficie del óxido, sobre los donantes, y puertas J entre donantes contiguos.